# Torneo Supercup 2016
Il Torneo Supercup 2016 si è svolto dal 19 al 21 agosto 2016.
Gli incontri sono stati disputati nell'impianto della Ratiopharm-Arena, situato nella città di Nuova Ulma.

## Squadre partecipanti
1. Finlandia
2. Germania
3. Polonia
4. Russia

## Risultati
| Nuova Ulma 19 agosto 2016, ore 16:45 | Russia | 89 – 77 | Polonia | Ratiopharm-Arena |

| Nuova Ulma 19 agosto 2016, ore 19:30 | Germania | 75 – 66 | Finlandia | Ratiopharm-Arena |

| Nuova Ulma 20 agosto 2016, ore 16:45 | Polonia | 71 – 80 | Finlandia | Ratiopharm-Arena |

| Nuova Ulma 20 agosto 2016, ore 19:30 | Germania | 73 – 92 | Russia | Ratiopharm-Arena |

| Nuova Ulma 21 agosto 2016, ore 15:00 | Germania | 80 – 61 | Polonia | Ratiopharm-Arena |

| Nuova Ulma 21 agosto 2016, ore 17:30 | Finlandia | 72 – 84 | Russia | Ratiopharm-Arena |

## Classifica
| -  | Team      | PT |
| -- | --------- | -- |
| 1. | Russia    | 6  |
| 2. | Germania  | 4  |
| 3. | Finlandia | 2  |
| 4. | Polonia   | 0  |